# Paweł Łukaszewski
Paweł Łukaszewski est un compositeur polonais de musique chorale et musique symphonique.

## Biographie
Paweł Łukaszewski est né le 19 septembre 1968 à Częstochowa. Son père est le compositeur Wojciech Łukaszewski et son frère le compositeur Marcin Łukaszewski.
Le chercheur Adrian Thomas affirme à propos de son style musical que « Paweł Łukaszewski [est] surtout connu pour sa musique chorale sacrée résolument antimoderne. »
Également actif en tant que chef d'orchestre, Łukaszewski est directeur artistique et chef d'orchestre du chœur Musica Sacra (en) de Varsovie. Ses œuvres figurent sur plus de cinquante albums au disque. Łukaszewski est le compositeur résident de l'Orchestre philharmonique de Varsovie pour la saison 2011-2012. En 2014, il est professeur de composition à l'Université de musique Frédéric-Chopin et à l'École des beaux-arts de Szczecin (pl).
Trois disques de ses œuvres ont reçu le prix Fryderyk en 1999, 2008 et 2011. En tant que chef d'orchestre de Musica Sacra, il reçoit deux fois le prix Fryderyk, en 2005 et en 2011.